# IRIS-T
IRIS-T (англ. InfraRed Imaging System Tail/Thrust vector-controlled) — ракета класу «повітря — повітря» малої дальності, оснащена інфрачервоною головкою самонаведення (ГСН), що охолоджується. Розробка велася під керівництвом Німеччини кооперацією з 6 країн-учасниць, як заміна AIM-9 Sidewinder. За конструкцією та компонуванням IRIS-T дуже близька до японської Тип 04 AAM-5.
На основі ракети створено зенітний ракетний комплекс IRIS-T SL.

## Історія
У 1980-х роках країни НАТО підписали угоду про те, що Сполучені Штати Америки розроблять ракету середньої дальності «повітря — повітря» для заміни AIM-7 Sparrow. Американська конструкція розвивалася як AIM-120 AMRAAM, тоді як британсько-німецька конструкція розвивалася як AIM-132 ASRAAM.
Наприкінці 1980-х років Міністерство оборони ФРН дало IABG завдання вивчити питання: наскільки великий ризик зближення двох літаків на відстань прямої видимості при щільному моніторингу повітряного простору та потужних радіолокаційних комплексах. У результаті дослідження виявилося, що через покращення технологій малопомітності великої кількості модифікацій літаків і широкого парку літаків у різних країн, можливості ідентифікації не дають надійних результатів. Тому в льотчиків часто не залишається вибору, окрім як підлетіти на відстань прямої видимості та самостійно ідентифікувати літак.
На основі дослідження ФРН ухвалила рішення, що концепція AIM-132 ASRAAM застаріла і Німеччина вийшла з проекту вже в липні 1989 року. В той час, як Велика Британія вирішила розвивати ASRAAM відповідно до оригінальних вимог.
Після возз'єднання Німеччини в 1990 році, на території ФРН лишились великі запаси радянських ракет Р-73 (за класифікації МО США і НАТО: AA-11 Archer — «Лучник»). Вивчивши Р-73 Німеччина, дійшла висновку, що вона перевершує останні моделі AIM-9 Sidewinder. Р-73 були маневренішими, мали велику дальність польоту, ефективну систему захоплення і могли боротися з цілями віддаленими на кут до 45° від осі польоту.
Наприкінці 1990 року американські партнери по НАТО висловило аналогічну занепокоєність і розпочали модернізацію існуючої конструкції Sidewinder, щоб забезпечити підвищену маневреність та ефективність IRCCM (infrared counter counter measures), тобто заходи щодо протидії засобам інфрачервоної протидії (IRCM). Ця програма одержала позначення AIM-9X.

### Початок створення ракети
У квітні 1996 року Bodenseewerk Gerätetechnik (BGT), яка у 2004 році об'єдналася з Diehl Munitionssysteme GmbH & Co. KG, утворивши таким чином Diehl BGT Defence GmbH & Ko KG, підписала Меморандум про взаєморозуміння (MoU) з країнами-партнерами після завершення переговорів із Італією, Швецією, Грецією, Канадою та Норвегією. Нова ракета, призначена для Eurofighter та Tornado, мала замінити AIM-9 Sidewinder. У той час список підрядників ще не був затверджений, але передбачалося, що AlliedSignal Aerospace Canada займеться приводами, а Raufoss двигуном.
У другому півріччі 1996 року був підписаний контракт, за умовами якого Німеччина взяла на себе близько 50 % витрат на розробку ракети (26,5 млн. німецьких марок). Розробка повинна була початися в 1997 році, а серійне виробництво — в 2002 році. До того часу Diehl вже завершив випробування макета в аеродинамічній трубі. Розміри відповідали розмірам Sidewinder, крила і хвостове оперення вже відповідали більш пізній серійній версії. Тільки хвостова частина ракети була потовщена для розміщення виконавчих механізмів керма напрямку і управління вектором тяги, що, однак, збільшувало опір повітря.
В серпні 1997 року учасники проекту підписали Меморандум про взаєморозуміння. У жовтні 1997 року ПС Нідерландів розпочали випробувальні польоти з IRIS-T, для яких Lockheed Martin довелося частково переписати програмне забезпечення F-16. На початку грудня 1997 Бундестаг дав зелене світло IRIS-T на заміну AIM-9L. Німеччина тепер відігравала ключову роль із 46 % проекту та внесла 500 мільйонів німецьких марок. Італія (20 %), Швеція (18 %), Греція (8 %), Канада (4 %) та Норвегія (3 %) брали участь відповідно. Початок розробки було заплановано на 1998 рік, постачання — з 2003 року. Ракета повинна бути сумісна з Sidewinder, мати ті ж розміри та пускові планки, а також оснащуватися аналоговим інтерфейсом на додаток до цифрового.
У середині 2000 року компанія BGT розпочала роботи над зенітною ракетою наземного базування на базі IRIS-T. LFK-NG фінансувалося Федеральним управлінням оборонних технологій та закупівель. Ракета також була розроблена для Wiesel 2 Ozelot і може також використовуватися в інших системах, таких як UHT Tiger, і використовуватися як CrewPADS. Випробувальні запуски з наземного запуску IRIS-T проводились у 2000 та 2002 роках на полігоні Сальто-ді-Квірра на Сардинії.
З 17 до 23 жовтня 2000 р. перші IRIS-T були запущені з грецького F-16. Досліджувалися дозвукові та надзвукові виходи, а також постріли з великими бічними прискореннями. У листопаді 2000 року, після серій модифікацій, випробування продовжили ПС Швеції на полігоні Відсел. На початку 2001 року надійшло замовлення на інтеграцію IRIS-T у Eurofighter та F-16. Німеччина заплатила 61,4 мільйона євро за інтеграцію в німецькі та італійські винищувачі Eurofighter, а Греція — кілька мільйонів євро за сімейство F-16. У липні 2001 року закінчилися тестові запуски IRIS-T для перевірки вдосконаленого автопілота, досягнуто максимального кута атаки та максимального навантаження.
5 грудня 2005 Люфтваффе отримали першу партію ракет, які повинні були стати основною ракетою ближнього бою винищувачів ПС Німеччини.

## Конструкція
Ракета включає п'ять модулів:

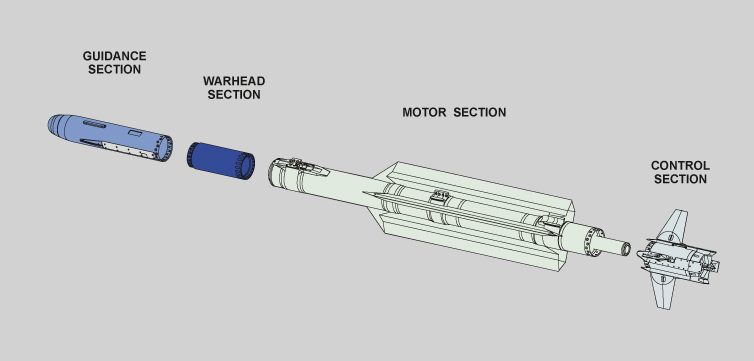
Компонувальна схема IRIS-T, ліворуч-право: відсік наведення, відсік бойової частини, руховий відсік, відсік органів управління

- електронного обладнання та охолодження,
- системи наведення,
- бойової частини та двигуна з органами управління,
- підривника.

У ракеті IRIS-T використано інфрачервону головку самонаведення TELL. Головка самонаведення прикрита прозорим обтічником. Холодоагенти розташовані в пусковому пристрої носія. IRIS-T має нерухомі дестабілізатори, чотири крила та керма висоти. Кожне кермо оснащене власним електроприводом.

## Тактико-технічні характеристики
- Довжина: 2,936 м
- Діаметр: 0,127 м
- Розмах крила: 0,350 м
- Стартова вага: 87,4 кг
- Дальність пуску: ~25 км
  - у передній півсфері
  - у задній півсфері
- Стеля: до 20 км
- Швидкість польоту: до 3 М (1020 м/с або ~3670 км/год)
- Бойова частина: осколково-фугасна
  - Маса БЧ: 11,4 кг
  - Підривник: активний радіолокаційний
- Двигуна установка: РДТП
- Носії: 
  - «повітря — повітря»: F-16 Fighting Falcon, F/A-18 Hornet, Eurofighter Typhoon,  Saab JAS 39 Gripen, Tornado, KAI KF-21 Boramae
  - «земля — повітря»: IRIS-T SLS, IRIS-T SLM, IRIS-T SLX, NASAMS

## Модифікації

### IDAS

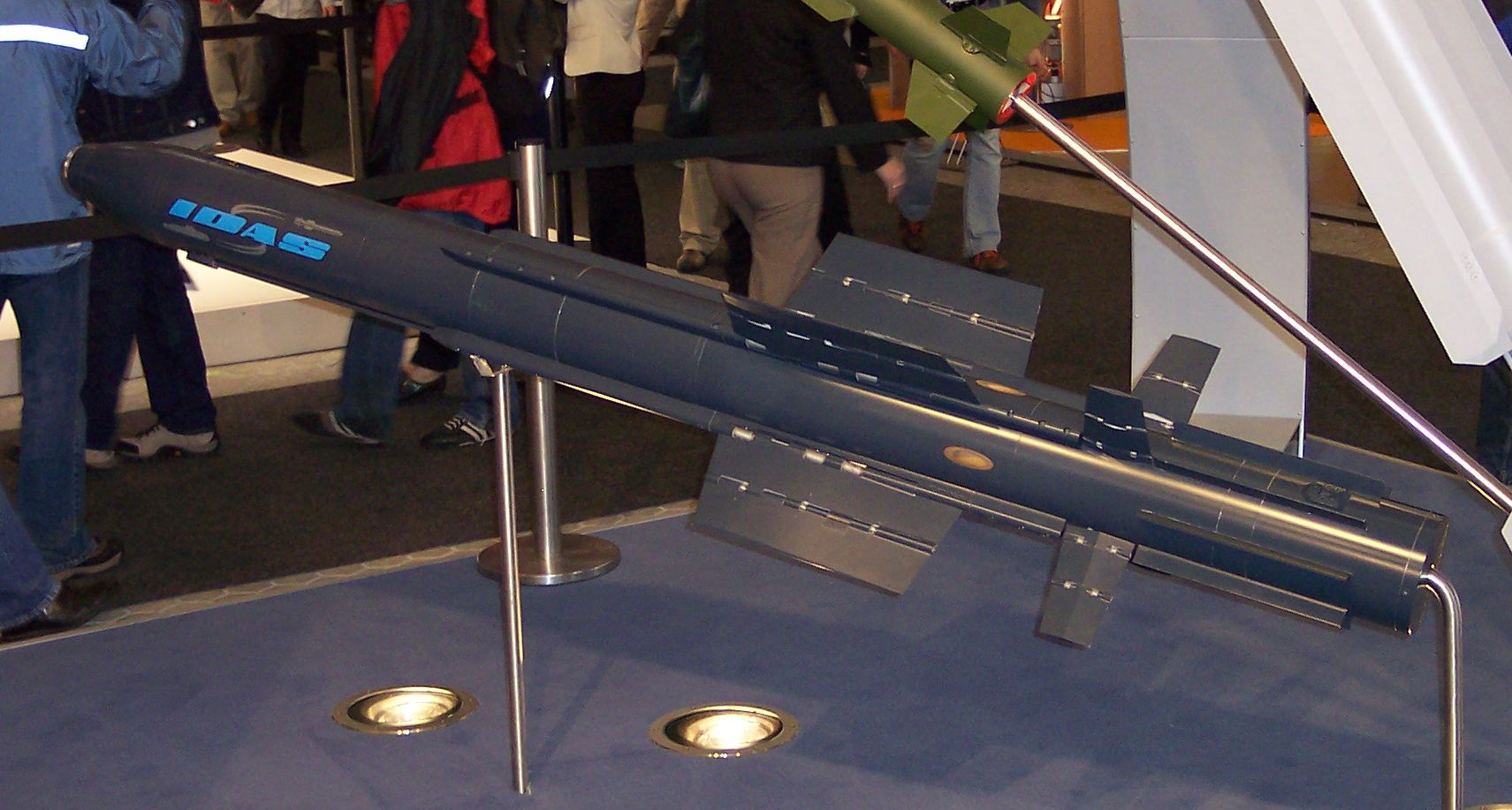
Макет IDAS.

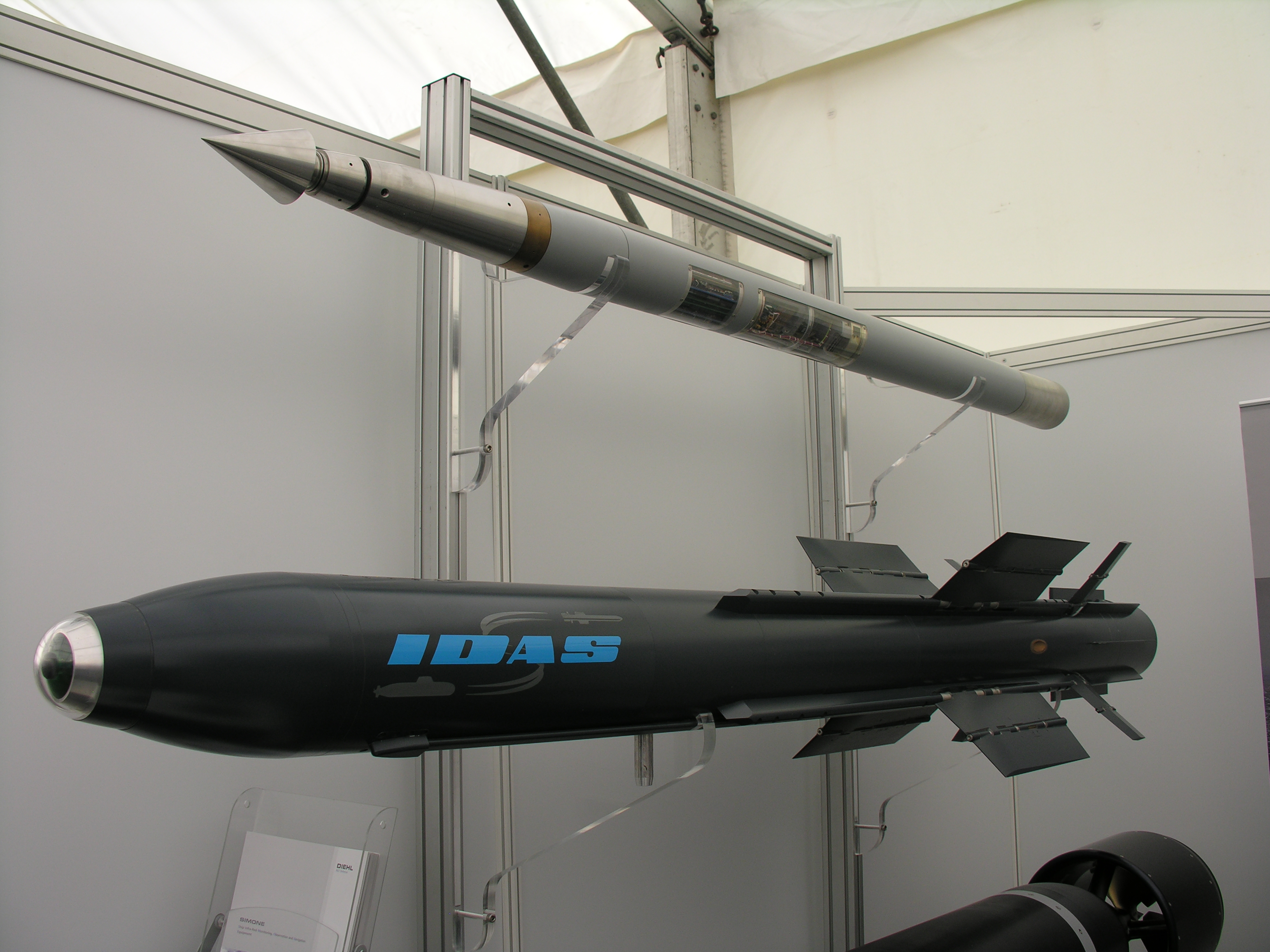
Ракета підводного старту IDAS та підводна ракета Барракуда на виставці TechDemo'08, 2008

IDAS (англ. Interactive Defence and Attack System for Submarines) — морський варіант ракети, розроблений для озброєння підводних човнів проекту 212А ВМС Німеччини. IDAS передбачається використовувати для обстрілу засобів повітряного нападу, малих та середніх надводних кораблів або цілей на прибережній смузі.
Дальність польоту становить близько 20 км. При цьому ракета стартує з носових пускових апаратів підводних човнів, деякий час рухається в підводному положенні, що запобігає демаскуванню підводного човна, і після виходу на поверхню летить повітрям.
Ракета оснащена інфрачервоною ГСН.
Довжина ракети — 2,5 м, калібр — 240 мм, діаметр — 180 мм, стартова маса — 120 кг.

### IRIS-T SL
IRIS-T SL (англ. IRIS-T Surface Launch) — варіант IRIS-T, пристосований для умов наземного запуску, передбачається використовувати як доповнення до американських ракет PAC-3 системи ПРО MEADS.
Вперше випробувана наприкінці 2009 року на полігоні Оверберг у ПАР. IRIS-T SL існує в модифікаціях IRIS-T SLS (коротка відстань), IRIS-T SLM (середня відстань) та IRIS-T SLX (довга відстань), остання версія станом на 2022 рік перебуває у розробці.

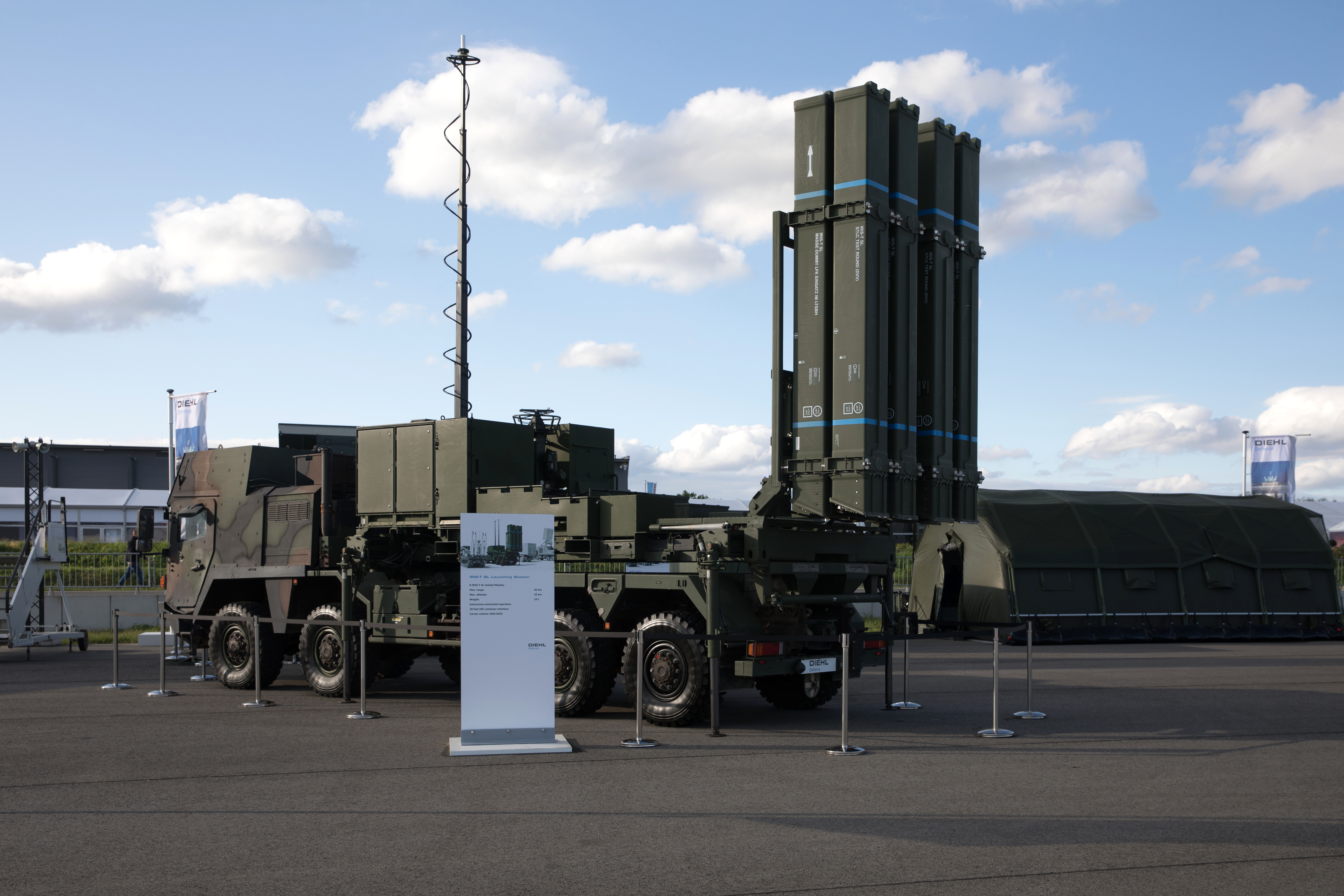
Пускова установка IRIS-T SLM на базі MAN SX45 8×8
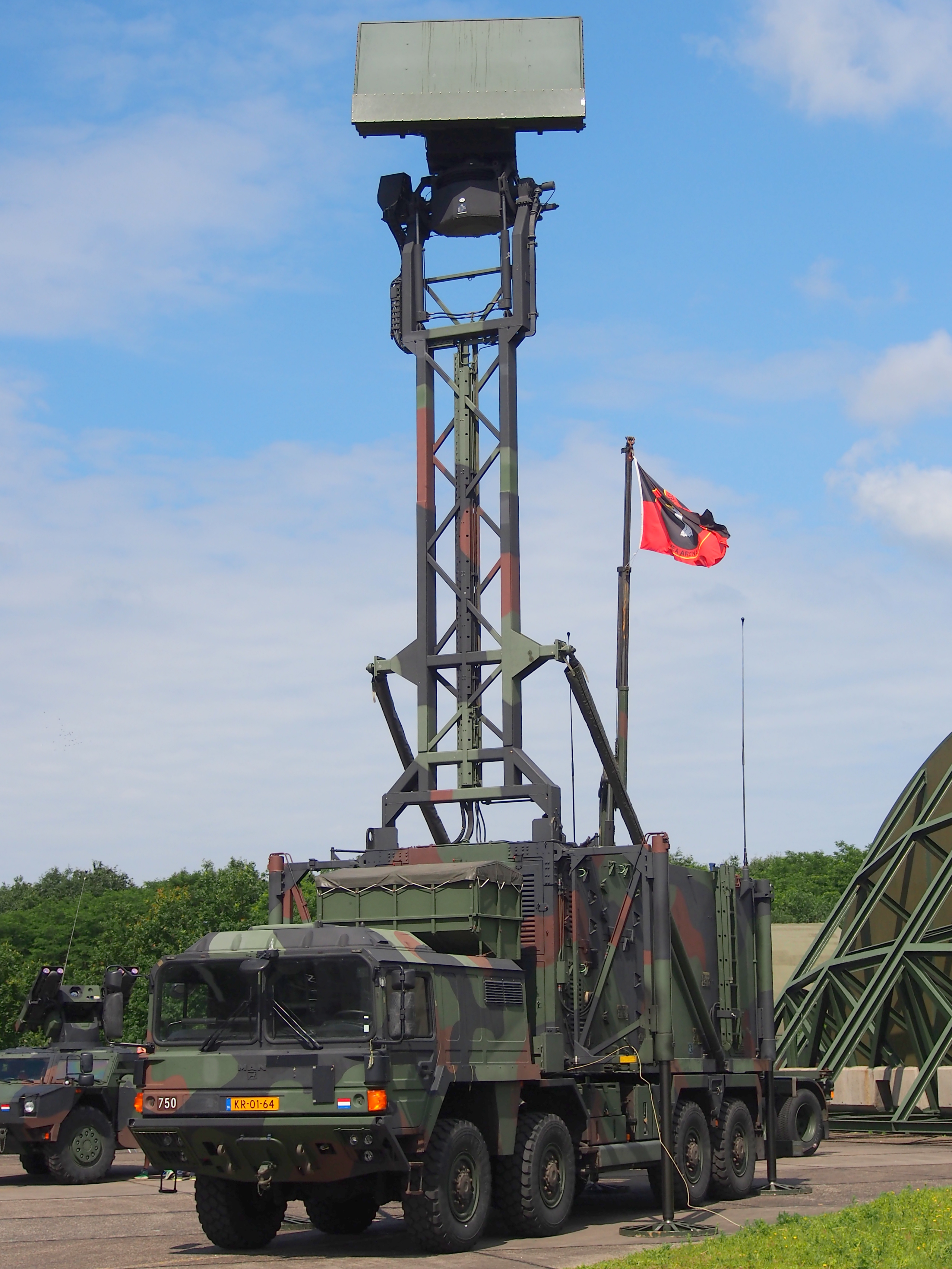
Радар Hensoldt TRML-3D
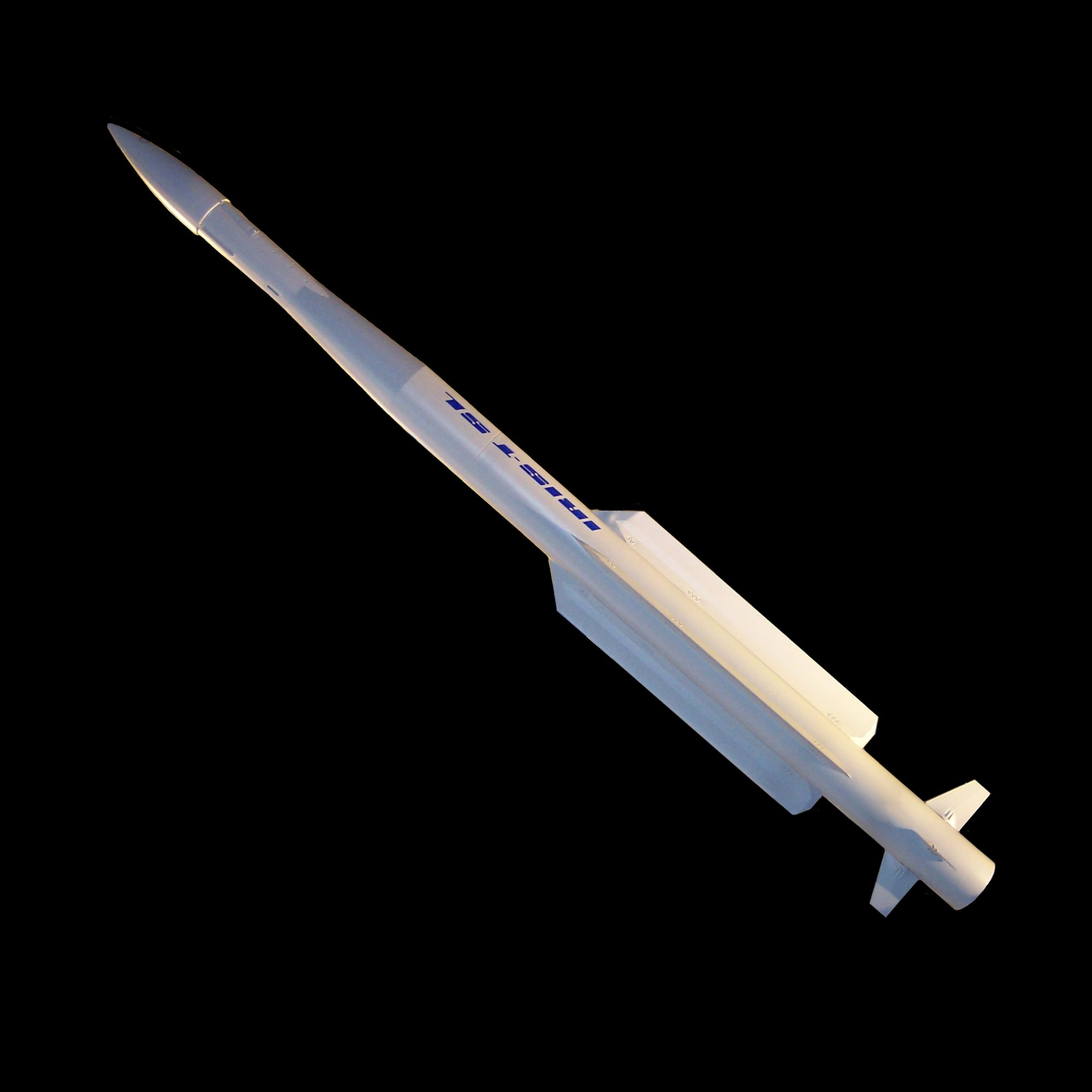
Ракета типу IRIS-T SL
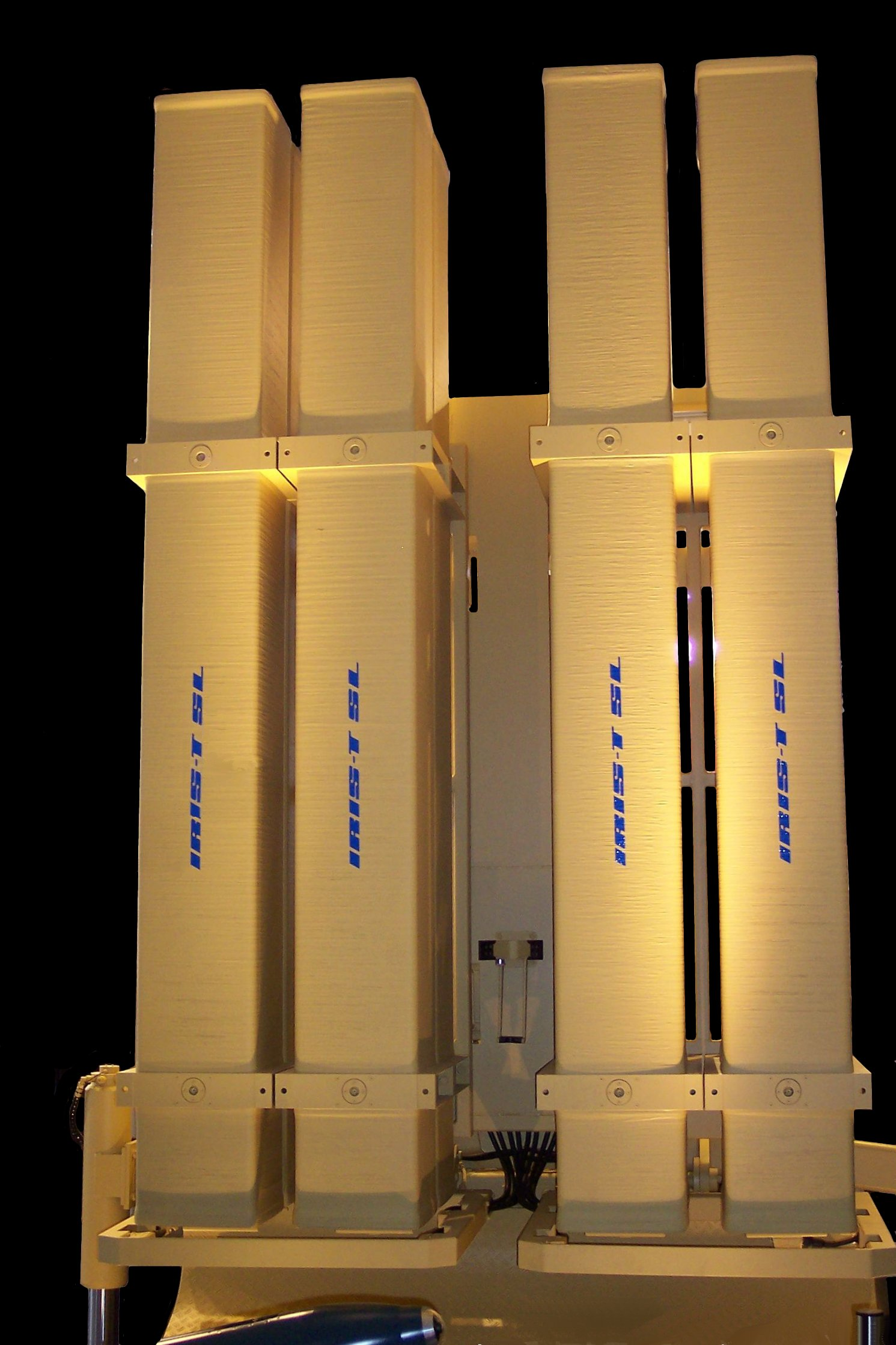
Фрагмент ПУ для IRIS-T SL

### IRIS-T FCAAM
IRIS-T FCAAM — станом на 2022 рік концептуальна модель подальшого розвитку керованої ракети «повітря — повітря» 6-го покоління. Вона матиме габарити аналогічні базовій моделі, збереже багатоспектральну інфрачервону головку самонаведення, однак корпус матиме «ромбоподібний» перетин, в системі виявлення цілей та управління будуть застосовані елементи штучного інтелекту та машинного навчання. Твердопаливний двигун замість одного ступеня матиме, швидше за все, кілька ступенів та керований вектор тяги аби поліпшити динамічні та маневрові характеристики на завершальній ділянці польоту.

## Оператори

Країни-оператори
Поточні
Майбутні

### Ракети класу повітря — повітря

#### Поточні
- Австрія

25
- Бразилія

ракети IRIS-T для нових Saab JAS 39 Gripen E/F
- Греція

350 ракет IRIS-T
- Іспанія

700 ракет IRIS-T. Початковий бюджет €247м, фінальна вартість €291м.
- Італія

444 ракет IRIS-T, бюджет €217м, закупівля проводилася між 2003 та 2015 роками.
- Німеччина

1,250 ракет під час першого контракту.
У 2023 році було підписано рамковий контракт на поставку до 1280 ракет для заміни наданих Україні в якості допомоги (120 замовлено першою партією).
- ПАР

25 ракет IRIS-T поставлено як проміжне озброєння для літаків Saab JAS 39 Gripen до завершення проекту A-Darter SRAAM
- Саудівська Аравія

1,400 ракет IRIS-T
150 додатково замовлено в січні 2024 року (замовлено на заміну тим, які використовувалися для збивання безпілотників Хуті)
 Швеція
450 ракет IRIS-T, позначені як Jaktrobotsystem 98 (jrbs 98). Варіант IRIS-T SLS використовується в наземних системах ППО.
- Таїланд

замовлено 220 ракет IRIS-T. Для інтеграції з F-5T, Gripen C/D та F-16 MLU.

#### Колишні оператори
Норвегія
150 ракет IRIS-T. Знятий з озброєння разом з F-16 у 2022 році. Ракети передані Україні в серпні 2023 року.

#### Майбутні оператори
Угорщина
Інтеграція IRIS-T для угорської програми модернізації Saab JAS 39 Gripen MS20 Block II була замовлена в грудні 2021 року.
 Південна Корея
Інтеграція ракет IRIS-T для програми винищувачів KF-X замовлена в 2018 році. Перші випробувальні стрільби відбулися у квітні 2023 року. 17 травня 2024 року Diehl Defense оголосила, що винищувач KF-21 успішно випустив AAM IRIS-T для атаки безпілотника-мішені, розпізнаного бортовим радаром AESA.

### Ракети класу земля — повітря

#### Поточні
Єгипет
Використовують Airbus Fortion IBMS-FC, та радар Hensoldt TRML-4D встановлений на MAN HX2.
- 7 ЗРК наземного базування IRIS-T SLM замовлені у 2018 році з подальшим замовленням 400 ракет SLM.
- 10 систем IRIS-T SLX схвалено в грудні 2021 року
- 6 комплексів IRIS-T SLS

 Швеція
IRIS-T SLS, позначений як Luftvärnsrobotsystem 98 або lvrbs 98. Його було замовлено в 2013 році, перший комплекс, використаний для випробувань, був доставлений в 2016 році. Комплекс складається з:
- BvS 10 командна машина.
- BvS 10 причіп на якому встановлено чотири ракети IRIS-T SLS.

450 ракет IRIS-T, позначених як IRIS-T SLS варіант, які використовуються  в системах ППО наземного базування.
 Україна
Німеччина надала пакети військової допомоги Україні під час російського вторгнення.
- 12 систем IRIS-T SLM, з яких поставлено 4 (1 в жовтні 2022, 1 в квітні 2023, 1 в жовтні 2023, 1 в травні 2024). Додаткові ракети IRIS-T SLM поставляються Німеччиною

- 12 систем IRIS-T SLS, одну з яких доставлено. Одна система IRIS-T SLS, ймовірно, складається з двох пускових установок.

Всі батареї IRIS-T оснащені системою управління вогнем Airbus Fortion IBMS-FC та радаром TRML-4D від Hensoldt. Всі системи використовують платформу MAN HX2.

### ПАР
Обмежена кількість ракет IRIS-T прийнята на озброєння ПС ПАР в лютому 2010 року. Цими ракетами будуть озброєні вже наявні винищувачі Saab Gripen D. Вибір ракет IRIS-T був зумовлений тим, що можливість їхнього застосування вже була розроблена для потреб ПС Швеції та не потребувала додаткових видатків з боку ПАР.
Згідно планів, згодом їм на заміну буде створено ракети «повітря — повітря» місцевого виробництва Denel A-Darter.

### Швеція
В 2020 році на озброєння надійшли зенітні ракетні комплекси IRIS-T SLS з місцевим позначенням Eldenhet 98. Ці комплекси мають пускові установки Diehl ML-98 встановлені на шасі Hägglunds BV 410 високої прохідності.